# Hey Boys and Girls (Truth of the World pt. 2)
«Hey Boys and Girls (Truth of the World pt.2)» es el segundo sencillo de Evermore, tomado de su tercer álbum de estudio Truth of the World: Welcome to the Show. El sencillo fue lanzado el 3 de febrero de 2009 a través de iTunes y como CD sencillo.
La canción estuvo presente en numerosas estaciones de radio de Australia y Nueva Zelanda, y fue certificada platino por la ARIA y oro por la RIANZ en 2009.

## Video
Un video musical comienza con un chico con el nombre de "Max" (sosteniendo una botella de píldoras que dice "Truthogen"), que se convierte en una televisión que muestra a la banda en una habitación oscura con cerca de 200 televisores de color azul oscuro. 
La canción comienza a sonar y aparecen programas de televisión de bailarines como soldados, mujeres de pelo rosa y mujeres vestidas con impermeables. Cuando el coro comienza, el cantante principal Jon Hume que llevaba un sombrero de copa empieza a buscar feliz en su galera y los bailarines comienzan a bailar. 
El desglose viene cuando la cámara (pantalla) se aleja de la televisión y muestra al niño frente al televisor. La cámara se acerca de nuevo y los bailarines están bailando otra vez. Jon se ve entonces sin un soporte de micrófono (sólo un micrófono) mirando entusiasmado algo y al bajista Peter Hume haciendo copia de seguridad del video. Al finalizar el video, los bailarines comienzan a tirar a los miembros del grupo alrededor. Jon se quita el sombrero y lo tira. La banda desaparece y el niño se convierte en un televisor.
El grupo acaba de rodar un nuevo video para la canción para el lanzamiento en los mercados europeos. El video fue lanzado en noviembre.

## Significado
Durante una entrevista radial, el cantante Jon Hume declaró que "La canción tiene el mismo sentido que álbum - sólo se trata de la locura por los medios masivos de comunicación que nosotros, tu sabes, leen y ven la televisión un poco. Es sólo un poco diversión para reirnos de ello". 

## Lista de canciones

### iTunes single 1
Todas las canciones escritas y compuestas por Evermore. 
| iTunes single |                                                  |          |  |
| N.º           | Título                                           | Duración |  |
| 1.            | «Hey Boys and Girls (Truth of the World, Pt. 2)» | 5:28     |  |
| 5:28          |                                                  |          |  |

### CD sencillo
| CD sencillo |                                                             |          |  |
| N.º         | Título                                                      | Duración |  |
| 1.          | «Hey Boys and Girls (Truth of the World pt.2)»              | 5:29     |  |
| 2.          | «So Many Things»                                            | 3:11     |  |
| 3.          | «Hey Boys and Girls» (TV Rock Remix)                        | 7:10     |  |
| 4.          | «Hey Boys and Girls» (Retrofuture Remix)                    | 5:20     |  |
| 5.          | «Hey Boys and Girls (Truth of the World pt.2)» (Radio Edit) | 4:11     |  |
| 25:17       |                                                             |          |  |

### Posición en las listas
La canción fue muy exitosa en Australia, ubicándose en puesto 4 en la primera semana en la lista de los ARIA Singles Charts, siendo el segundo sencillo de la banda en alcanzar los primeros puestos, junto a Light Surrounding You en 2007.
En el Reino Unido, la canción llegó al puesto 17, siendo lanzada por el sello discográfico All Around The World.
| Lista (2009)                      | Posición |
| --------------------------------- | -------- |
| Australia (ARIA)                  | 4        |
| Nueva Zelanda (Recorded Music NZ) | 5        |

### Posición a fin de año
| Lista (2009)               | Posición |
| -------------------------- | -------- |
| New Zealand Singles Charts | 48       |

## Lanzamiento
| Región    | Fecha                 | Sello                | Formato              | Catálogo   |
| --------- | --------------------- | -------------------- | -------------------- | ---------- |
| Australia | 3 de febrero de 2009  | Warner Music         | CD, Descarga digital | 5186531452 |
| Irlanda   | 17 de octubre de 2009 | All Around the World | Descarga digital     |            |

## Personal
- Jon Hume - voz, guitarra
- Peter Hume - voz, bajo
- Dann Hume - voz, batería